# Santosia marshalli
Santosia marshalli är en trollsländeart som beskrevs av Costa och Santos 1992. Santosia marshalli ingår i släktet Santosia och familjen skimmertrollsländor. Inga underarter finns listade i Catalogue of Life.